# Kokõ
Kokõ (verouderd ook Koke, Duits: Kokke) is een plaats in de Estlandse gemeente Rõuge, provincie Võrumaa. De plaats heeft de status van dorp (Estisch: küla).
De plaats heeft een pension, dat gevestigd is in de vroegere dorpsschool.

## Bevolking
Het dorp had 2 inwoners op 31 december 2011 en 4 inwoners op 31 december 2021.

## Geschiedenis
Kokõ werd voor het eerst genoemd in 1626 onder de naam Koeke Reinn, een boerderij op het landgoed van Haanja. De naam was hoogstwaarschijnlijk die van de boer. In 1765 werd Kokõ onder de naam Kokke Reino genoemd als dorp. In 1798 werd dat Kokke.
De dorpsschool ging open in de jaren zeventig van de 19e eeuw en sloot in 1964. Daarna diende ze als wooncomplex voor arbeiders van de plaatselijke sovchoz. In de jaren negentig werd ze verbouwd tot pension.
Tussen 1977 en 1997 maakte Kokõ deel uit van het buurdorp Nogu.

## Foto's

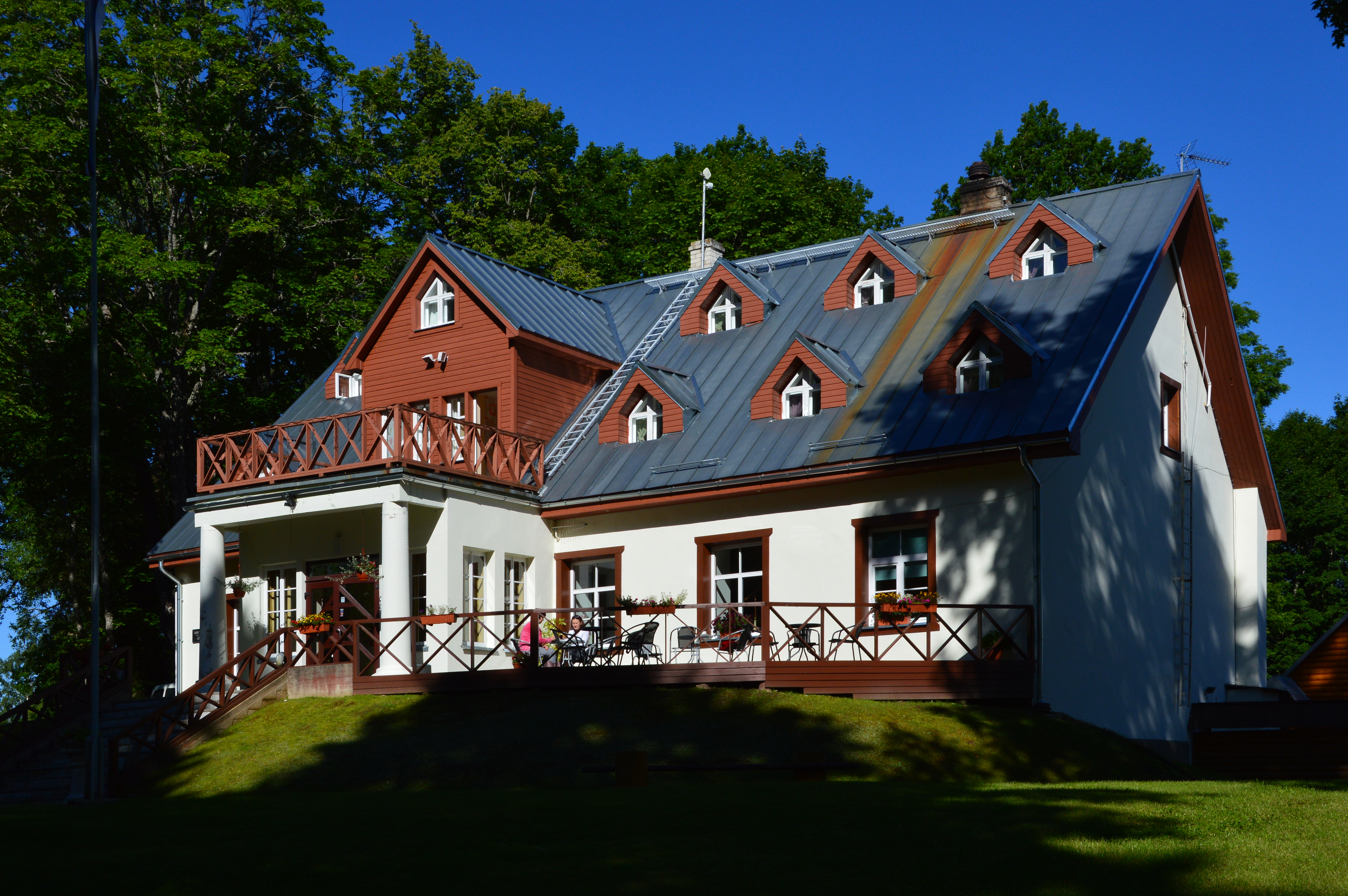
Het pension in de dorpsschool
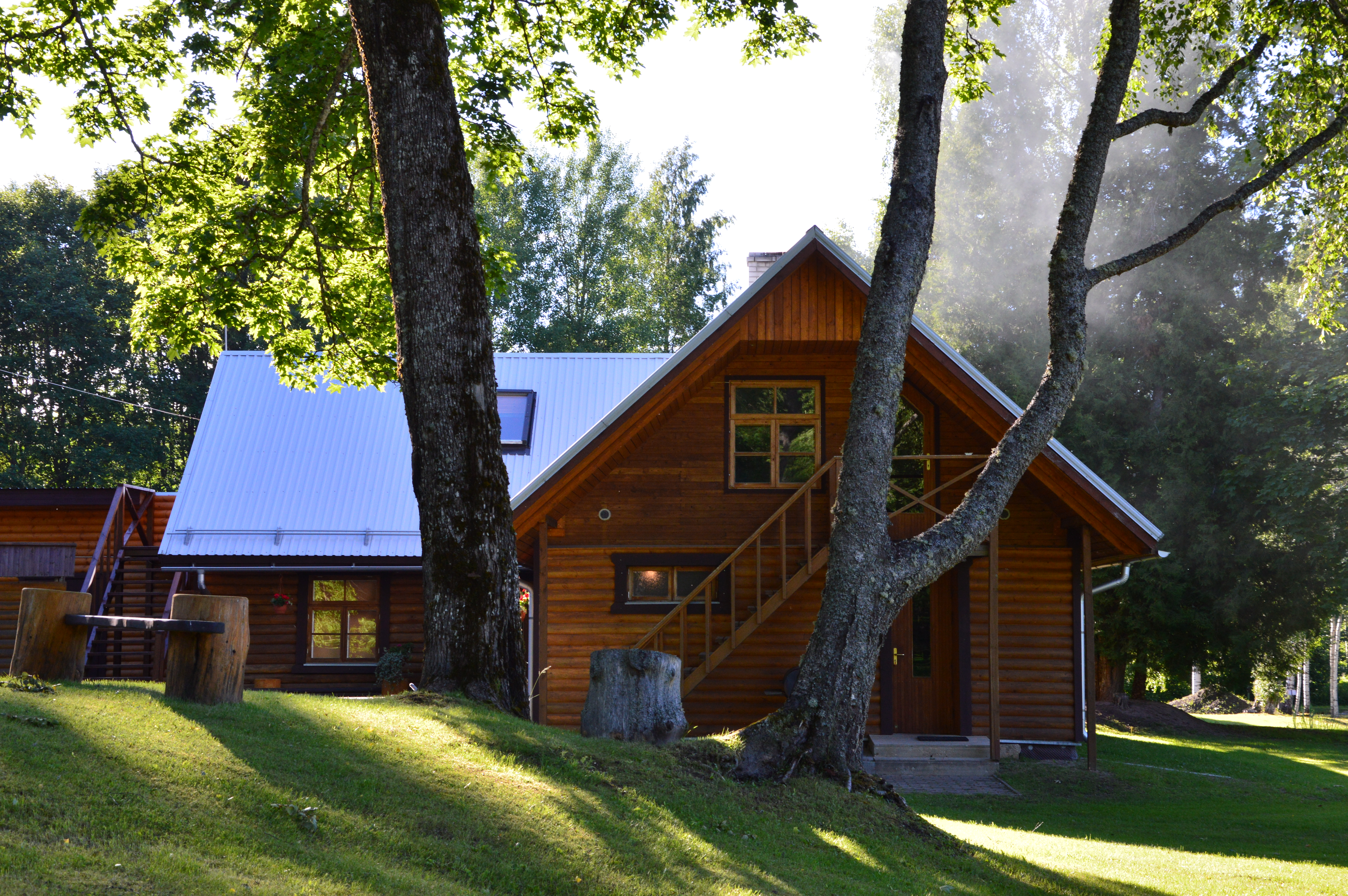
De sauna van het pension
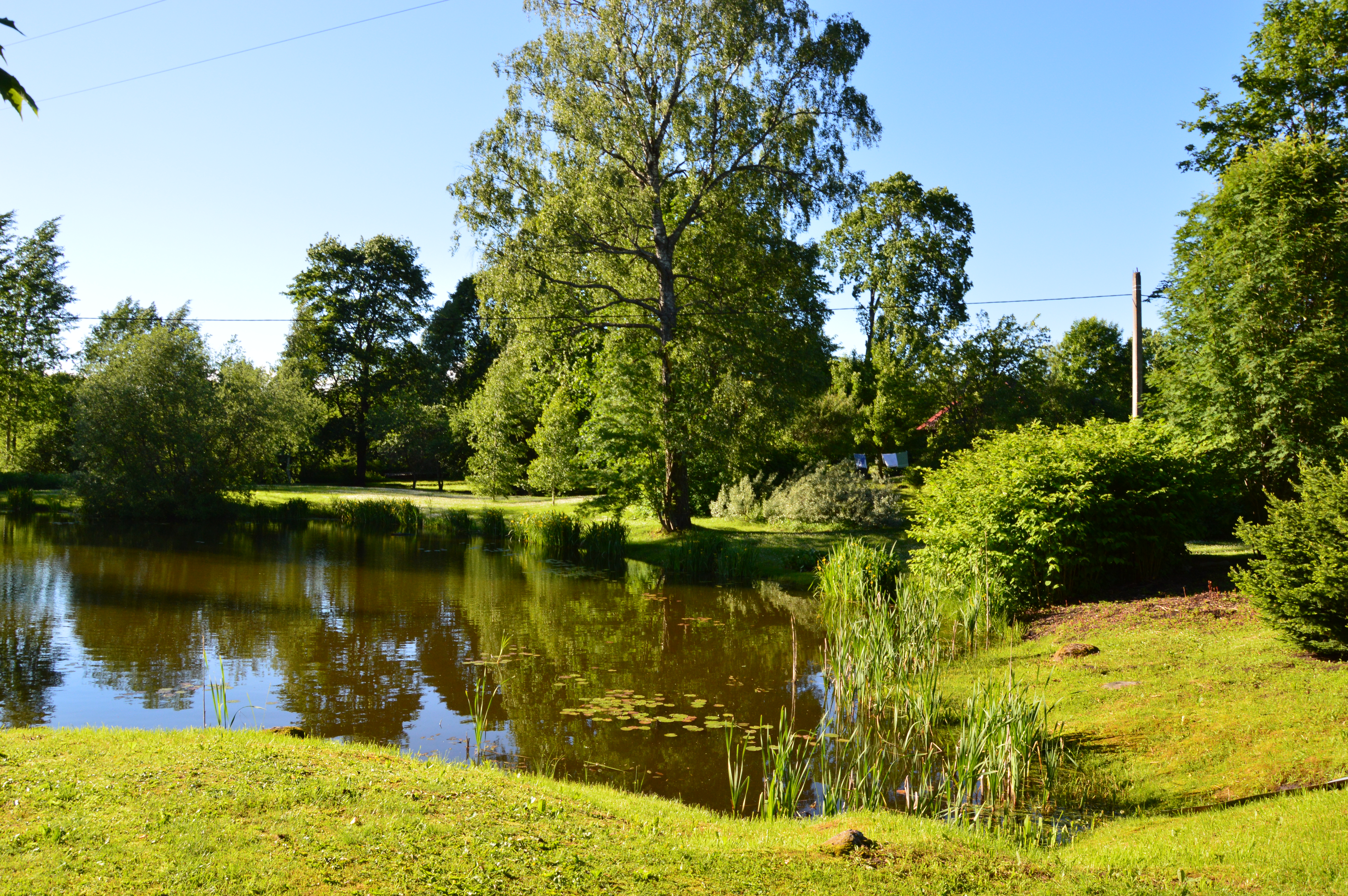
Vijver